# Henning Jensen (skuespiller)
 Der er flere personer med dette navn, se Henning Jensen.
Henning Jensen (født 5. januar 1943 i St. Heddinge på Stevns) er en dansk skuespiller.

## Liv og karriere
Søn af husmand Christen Jensen, (død 1997), og hustru Ebba Jensen, (død 1991). 
Gift med skuespillerinden Solbjørg Højfeldt, 1985.
Parret bor i Charlottenlund. 
Henning Jensen har medvirket i en lang række film, TV-film og TV-serier, men har nok præsteret den fornemmeste del af sit dramatiske livsværk på teaterscenen.
Henning Jensen har kæmpet med flere alvorlige depressioner i sit voksenliv. Et gennembrud for skuespillerens personlige udvikling og et afgørende vendepunkt i en lang og bemærkelseværdig karriere oplevede han, da han i 1998 spillede rollen som Alkoholikeren i Lars Noréns stykke Personkreds 3 på Edison. For denne rolle blev Henning Jensen året efter belønnet med sin første Reumert-pris for årets bedste mandlige hovedrolle. I 2005 modtog han den tilsvarende pris for rollen som Dommer Wolff i Jokum Rohdes: Pinocchios Aske på Det Kgl.Teater.
I 2001 besluttede Henning Jensen at stå offentligt frem og fortælle om sin kamp mod depressioner og om sygdommen generelt. Han har siden holdt utallige foredrag om sygdommen depression. Især hvordan den opleves indefra hos den ramte. I 2008 spillede Henning Jensen hovedrollen i filmen Gaven, hvor han netop spiller en maniodepressiv far, der prøver at få kontakt med sine to sønner Jens (Jakob Cedergren) og Simon (Paw Henriksen) efter mange år, hvor de ikke har set hinanden.
Foruden spillefilm, tv-drama og tv-serier har Henning Jensen lagt stemme til et stort antal tv- og biografreklamer, lydbøger, dokumentar- og animationsfilm, af sidstnævnte f.eks. Herkules, Græsrødderne, Jungledyret Hugo, Ratatouille og Asterix. 
Han nåede et nyt og stort, yngre publikum, da han i flere afsnit af tv-serien Langt fra Las Vegas, spillede rollen som Mogens K. Eberhardt , far til Liva, (Iben Hjejle). 

### Teater
Som 20 årig opsøgte Henning Jensen skuespilleren Henning Moritzen for at få hans hjælp til selv at komme til scenen.  
Henning Jensen blev afvist til optagelsesprøven på Det kongelige Teater i 1963, men kom efter 5 års tilsvarende afvisninger ind på Statens Teaterskole i 1968. Denne forlod han imidlertid efter kun to år på grund af uoverensstemmelser omkring undervisningen, (NB: 1968 og "studenteroprøret"). I denne turbulente periode tilbød Det Danske Teater ham engagement som skuespiller, hvor han i løbet af kun 3 sæsoner manifesterede sig som sin generations største og mest dybtgående talent.
Sin scenedebut fik Henning Jensen på Det Danske Teater i skoleforestillingen Udenfor (1970), men sit egentlige gennembrud fik han i samme sæson på samme scene som sønnen Happy  i "En Sælgers Død". Året efter fulgte hovedrollerne i "Gidsel" og de to klassikere: "Frk. Julie" og "Enetime". Og som afslutning på denne overvældende start skabte Henning Jensen en dybt gribende hovedrolle som Edmond Tyrone i Lang dags rejse mod nat, der gav ham hans første engagement ved Det Kgl.Teater.
I årene 1973-78 var Henning Jensen tilknyttet til Det kongelige Teater, og efter en årrække som freelancer blev han igen i 1987 ansat på nationalscenen. Henning Jensen forlod atter Det Kgl. Teater 2002. Efter et par år på andre scener, vendte han dog tilbage til nationalscenen i 2004. I oktober 2010 kunne Henning Jensen i Skuespilhuset fejre sit 40 års jubilæum som skuespiller – med bl.a. kulturministere Per Stig Møller og dronningen som gæster.[kilde mangler]
Gennem årene har Henning Jensen optrådt på de fleste københavnske teatre og tillige instrueret på Bristol Teatret. 
Henning Jensen har bl.a. medvirket i forestillingerne (i alfabetisk rækkefølge): 
- Amadeus[2]
- Besøgende[2]
- Blodbryllup[2]
- Bygmester Solness[2]
- Darwins testamente[2]
- Den gamle dame besøger byen[2]
- Den Stundesløse[2]
- Det kolde hjerte
- Det åbne land[2]
- Døgnvæsener
- En idealist[2]
- En sælgers død[2]
- Enetime[2]
- Sælsomt mellemspil[2]
- Fruen fra havet[2]
- Frøken Julie[2]
- Gidslet[2]
- Heksejagt
- Helt Enkelt Kompliceret[2]
- Sound of Music
- I tilfælde af...[2]
- Ifgenia i Aulis
- Ildprøven[2]
- Indenfor murene[2]
- Ivanov[2]
- Jeppe på bjerget[2]
- Kirsebærhaven[2]
- Kong Lear[2]
- Manson[2]
- Melampe[2]
- Nero[2]
- Nu går den på Dagmar[2]
- Ordet[2]
- Personkreds 3[2]
- Pinocchios aske[2]
- Privatliv
- På herrens mark[2]
- Richard III[2]
- Rosmersholm
- Røverne[2]
- Schumanns Nat[2]
- Skygger for Solen
- Syden[2]
- Sælsomt mellemspil[2]
- Tartuffe[2]
- Vildanden [2]

Som endnu nygifte optrådte Henning Jensen og Solbjørg Højfeldt desuden i en sommer-cabaret under musikalsk ledelse af Simon Rosenbaum på serveringsscenen Teatret bag Kroen i Ordrup.

## Filmografi

### Spillefilm
Allerede i sin første, større filmrolle som seriemorder i Nitten røde roser 1974 blev Henning Jensen stemplet som skurk, og længe efter var hans filmroller ofte af den mindre sympatiske art. De senere 10-15 år har dog givet mulighed for langt større bredde og sammensathed i spillet – også på det hvide lærred.
- Hold da helt ferie – 1965
- Nitten røde roser – 1974
- Normannerne – 1976
- Den korte sommer – 1976
- Nyt legetøj – 1977
- Piger til søs – 1977
- Fængslende feriedage – 1978
- Lille spejl – 1978
- Skal vi danse først? – 1979
- Jeppe på bjerget – 1981
- Udenrigskorrespondenten – 1983
- Der er et yndigt land – 1983
- Elise – 1985
- Hip Hip Hurra – 1987
- Peter von Scholten – 1987
- Retfærdighedens rytter – 1989
- Farlig leg – 1990
- Europa – 1991
- Elsker, elsker ikke – 1995
- Barbara – 1997
- Den blå munk – 1998
- Manden som ikke ville dø – 1999
- Blinkende lygter – 2000
- Italiensk for begyndere – 2000
- Pyrus på pletten – 2000
- En kort en lang – 2001
- Grev Axel – 2001
- Jeg er Dina – 2002
- Hannah Wolfe – 2004
- Unge Andersen – 2005
- En Soap – 2006
- Efter brylluppet – 2006
- Gaven – 2008
- Kandidaten – 2008
- Det som ingen ved – 2008
- Bølle Bob - Alle tiders helt – 2010
- Sandheden om mænd – 2010
- Noget i luften – 2011
- Sommeren '92 - 2015
- Kollision (2019)

### Tv-teater/tv-film
Efter en mindre rolle i Leif Panduros tv-drama I stykker opnåede Henning Jensen sit tv-gennembrud i rollen som den gemte/glemte søn i Panduro-stykket Rundt om Selma (1971). I årene herefter blev han flittigt benyttet af DRs dramatiske afdeling (dengang kaldet TV-Teatret).
- I Stykker – 1966
- Rundt om Selma – 1971
- Werner Holgersen – 1972
- Skygger – 1972
- Tango – 1973
- Dr. Knock – 1973
- Den sårede filoktet – 1974
- Snart dages det brødre – 1974
- Anna Sophie Hedvig – 1975
- Ludvigsbakke – 1978
- Komedie i grænselandet – 1979
- Medea – 1988
- Jeppe på bjerget – 1984
- Verden er våd og lys – 1995
- Der var engang – 1998
- Kajen mod vest – 1999
- Andersen - historien om en digter – 2005

### Tv-serier
- Krigsdøtre – 1981
- Café - en time – 1984
- Jane Horney – 1985
- Station 13 – 1988
- Flickan vid stenbänken – 1989
- Parløb 1990
- Gøngehøvdingen – 1992
- Mørklægning – 1992
- Landsbyen – 1993
- Riget I – 1994
- Alletiders jul – 1994
- Riget II – 1997
- Bryggeren – 1997
- Taxa – 1999
- Skjulte spor – 2002
- Rejseholdet – 2002
- Hotellet – 2002
- Nikolaj og Julie – 2002
- Langt fra Las Vegas – 2003
- Zahle's Top 10 – 2003
- Krøniken – 2004
- Lykke – 2011
- Forbrydelsen III – 2012
- Når støvet har lagt sig - 2020
- Close to Me - 2021
- Riget Exodus - 2022

### Radioteater & montage
- En spions kolde krig – 1981
- Baskerville hunden – 1984
- Carl von Ossietzky - En montage om nazismens gennembrud – 1988
- Kvinden i søen - 1988

### Kortfilm
- Soiree musicale – 1971
- Ligusterkrigeren – 1972
- Meningen med Flemming – 2001
- Skoda – 2002
- Annas dag – 2003
- Peaceforce – 2010
- Kustoden - 2013

### Bøger
- Gennem Glasvæggen

## Hædersbevisninger
- 1999: Reumert-prisen (bedste mandlige hovedrolle) i Personkreds 3[3]
- 2005: Reumert-prisen (bedste mandlige hovedrolle) i Pinocchios Aske[4]
- 2008: Lauritzen-prisen.
- 2008: Wilhelm Hansen Fondens hæderspris.
- 2014: Årets Hæderspris (tidligere Bikubens Hæderspris)[5]
- 2017: Æres-Bodil[6]